# نابورلو
نابورلو (به لاتین: Naburlu) یک منطقه مسکونی در جمهوری آذربایجان است که در شهرستان خاچماز واقع شده است.